# Ernst Weiland
Ernst „Bimbo“ Weiland (* um 1910; † 1943 oder 1944) war ein deutscher Schlagzeuger und Bandleader der Jazz- und Unterhaltungsmusik, der durch seine Auftritte als „Bimbo der Tricktrommler“ sowie „Der Tricktrommler Ernst Weiland“ in Revuen wie Etwas verrückt  in der Berliner Scala bekannt war.

## Leben und Wirken
Weiland spielte ab 1936 im Orchester der „Scala“ unter Leitung von Otto Stenzel, mit dem auch erste Aufnahmen entstanden („The Music Goes ’Round and Around“). Ferner arbeitete er u. a. auch mit dem Klavierduo Heinz Kück & Bill Norman (Kück & Billy, 1938). Teilweise unter eigenem Namen, aber auch unter seinem Pseudonym „Bimbo der Tricktrommler“ der Berliner „Scala“ und sein Orchester, spielte er ab Mai 1938 mit Studiomusikern wie Carl und Kurt Hohenberger, Franz Thon, Kurt Wege, Mike Danzi und Paul Henkel für Odeon zumeist swingende Tanzmusik und Hot-Swing auf Schallplatten ein. Zu den Unterhaltungs- und Tanztee-Interpretationen gehören Einspielungen wie Helmut Gardens südamerikanisch inspirierter Titel „Mondnacht auf Cuba“ (1939).
In Weilands Ensemble spielten dabei Fritz Petz (tp), Erhard Krause (tb), Benny de Weille (as, cl), Helmuth Friedrich (ts), Fritz Stamer (p), Mike Danzi (git), Conny Ahlers (kb). „Peng“ (O-31697), „Aber treu will keine sein“ (Fritz Weber/Ralph Maria Siegel, O-31592), „Mondnacht auf Cuba“ (O-31592), „Trommelei“ und „FD 79 - Exzentrik Foxtrot“ (O-31675), zuletzt am 21. Februar 1943 („Was kann der Mond dafür?“, O-31782). Im Bereich des Jazz war er zwischen 1936 und 1943 an 22 Aufnahmesessions beteiligt, u. a. auch als Begleiter des Humoristen Carl Napp (...und abends in die Scala) und bei Theo Reuter (1940).
Weiland fiel im Kriegseinsatz an der Ostfront.